# David Albert Jones
David Albert Jones (* 17. März 1966 in Leicester) ist ein britischer Bioethiker.

## Leben
Er studierte Naturwissenschaften und Philosophie in Cambridge (1984–1987) und Theologie in Oxford (1992–2000). Er kam 2002 an die St Mary’s University, Twickenham und machte den MA in Bioethik. 2007 wurde ihm der Titel eines Professors verliehen.

## Schriften (Auswahl)
- Approaching the end. A theological exploration of death and dying. Oxford 2007, ISBN 0-19-928715-5.
- The soul of the embryo. An enquiry into the status of the human embryo in the Christian tradition. London 2007, ISBN 0-8264-6296-0.
- mit Chris Gastmans  und Calum MacKellar (Hg.): Euthanasia and assisted suicide. Lessons from Belgium. Cambridge 2017, ISBN 978-1-107-19886-9.
- Christianity. An introduction to the Catholic faith. London 2017, ISBN 1784693510.